# 京都市立病院
京都市立病院（きょうとしりつびょういん）は、京都府京都市中京区にある医療機関。地方独立行政法人京都市立病院機構が運営する病院である。病院の西方には京都看護大学、北方には京都市衛生環境研究所がある。地域医療支援病院の承認を受けるほか、京都府の災害拠点病院（地域災害医療センター）、地域がん診療連携拠点病院など多数の機能の指定を受ける。病院の理念は「信頼され，安心できる，心のこもった医療を市民に提供します。」。

## 沿革
- 1965年12月1日 - 京都市中央市民病院と市立京都病院を統合して設立。
- 2011年4月1日 - 開設者が地方独立行政法人京都市立病院機構に変更。

## 診療科
- 呼吸器内科
- 消化器内科
- 循環器内科
- 腎臓内科
- 神経内科
- 血液内科
- 内分泌内科
- 糖尿病代謝内科
- 感染症内科
- 精神神経科
- 小児科
- 総合外科
- 呼吸器外科
- 呼吸器外科
- 肛門外科
- 脳神経外科
- 乳腺外科
- 小児外科
- 整形外科
- リウマチ科
- リハビリテーション科
- 皮膚科
- 形成外科
- 泌尿器科
- 産婦人科
- 眼科
- 耳鼻咽喉科
- 歯科口腔外科
- 放射線治療科・放射線診断科
- 麻酔科

## 医療機関の指定等
（下表の出典）
| 保険医療機関                                   | 労災保険指定医療機関                     |
| 臨床研修病院                                   | 指定自立支援医療機関（更生医療）         |
| 指定自立支援医療機関（育成医療）               | がん診療連携拠点病院                     |
| 指定自立支援医療機関（精神通院医療）           | エイズ治療拠点病院                       |
| 身体障害者福祉法指定医の配置されている医療機関 | 特定疾患治療研究事業指定医療機関         |
| 生活保護法指定医療機関                         | DPC対象病院                              |
| 結核指定医療機関                               | 指定養育医療機関                         |
| 小児慢性特定疾患治療研究事業指定医療機関       | 原子爆弾被害者一般疾病医療取扱医療機関   |
| 地域周産期母子医療センター                     | 第二種感染症指定医療機関                 |
| 公害医療機関                                   | 母体保護法指定医の配置されている医療機関 |
| 地域医療支援病院                               | 災害拠点病院                             |

- 救急告示病院[3]
- 救急隊員・救急救命士研修医療機関
- 公益財団法人日本医療機能評価機構認定病院[4]
- このほか、各種法令による指定・認定病院であるとともに、各学会の認定施設でもある。

## 周辺の施設
- 京都看護大学
- 京都市衛生環境研究所
- 京都市こころの健康増進センター
- 京都リサーチパーク

## 関連施設
旧京都市病院事業条例別表第1により、本院のほかに以下の病院が設置されている。
- 京都市立京北病院（京都市右京区、67床）

京都市病院事業条例別表第2により、以下の診療所が設置されている。
- 京都市黒田診療所（京都市右京区）
- 京都市山国診療所（京都市右京区）
- 京都市細野診療所（京都市右京区）
- 京都市宇津診療所（京都市右京区）

京都市桃陽病院条例により、慢性疾患にかかっている未成年者に対する診療及び療養の指導を行うため、以下の病院が設置されている。
- 京都市桃陽病院（京都市伏見区）

京都市急病診療所条例により、以下の診療所が設置されている。
- 京都市急病診療所（京都市中京区）
- 京都市休日急病内科小児科東診療所（京都市山科区）
- 京都市休日急病内科西診療所（京都市右京区）

## 交通アクセス
- 京都市営バス32・43・73・75・80号系統で市立病院前下車。
- 京都バス81・83系統で市立病院前下車
- 京阪京都交通21・21A・27系統で市立病院前下車
- 京都市営バス202・205・13・特13・臨13・27号系統ほかで西大路五条下車、徒歩3分。
- 阪急電鉄京都本線・京福電気鉄道嵐山本線西院駅下車、徒歩15分。
- JR西日本山陰本線（嵯峨野線）丹波口駅下車、徒歩13分。
- 西院駅(旧TSUTAYA西院店前)から患者様送迎バスあり。